# ワンクリックウェア
ワンクリックウェア (One-Click ware) とは、ワンクリック詐欺サイトで配布されているマルウェアの一種である。

## 概要
これは、ワンクリック詐欺サイトの料金請求を行うための画面を表示させるソフトウェアである。
一般に、ウイルスと定義されていないが、scriptvirusと定義しているベンダーもある。最近の流行は、HTAファイルの自動実行というセキュリティホールを突いたものがほとんどである。
おもにアダルトの画像や動画の再生へのリンクと見せかけて、実際はワンクリックウェアへのリンクが張られている。
国内のアダルトサイトに仕掛けられているが、ワンクリサイトへのリンクが、他のアダルトサイトにも張られていることが多く、リンクを踏んで、ページをジャンプしているうちに、たどりつくこともある。

## 挙動
ワンクリックウェアは、OS(主にWindows)の起動時にメモリに常駐し、利用料金請求を行う為の画面を定期的に表示することが主な動作である。
キーボード操作を不能にしたり、コンピュータに対して表立った形での損害を与えたりといった破壊的な行動を起こさない。
技術的には、感染したコンピュータのメールアドレスを抽出し、ワンクリック詐欺サイト運営者に通知する事もでき、実際にOutlook Expressのメールアドレスを抜き出し、後日、請求メールを運営サイト側から送信するものが昔は存在したが、現在はその存在は確認されていない。

### インストール
画像や動画のリンクをクリックし、ワンクリックウェアをダウンロードさせた後にインストールさせようとする。その際に「あなたは18歳以上ですか?」などというダイアログを表示してインストール時の警告を気づかれにくくするケースがある。
また、Windows標準搭載のプロセスである「mshta.exe」、およびHTA形式のファイルを悪用した新たな手法が報告されている。
ワンクリックウェアは、過去、EXE形式(実行形式)の場合が多かったが、現在ではHTA形式が多く、その中身は、通常のテキストファイル(ダイナミックHTMLのソースコード)であるため、ウイルス対策ソフトによって検知されにくいといった特徴がある。なお、エンコードされたJavaScriptコードが記述されているもの等もあり、純粋なテキストファイルとも言えない場合がある。

### 動作
OS(主にWindows)のスタートアップやレジストリ、タスクスケジューラーに登録されることで、起動時にメモリに常駐し、利用料金請求（振込み詐欺）のポップアップを頻繁に表示する。

## 対応・対処
たとえ感染してしまっても、ワンクリック契約の場合と同じく、有償契約が成立していないため、料金を支払う必要はない。また、料金を支払ったとしても、これらワンクリックウェアを駆除できるとは限らない。
コンピューターへの保証が有効であれば、購入したショップや製造したメーカーに修理を依頼することができる。有料か無償かは購入の契約条件等に左右されるので注意が必要である。以下に自力での対処方法が記述されているが、初心者は危険なため行わないほうがよい。代わりにそれらをまとめて簡単に実行する駆除ツールなどを無料で配布しているサイトもある。
タスクマネージャで起動している該当プロセスを終了させる。ファイル名を指定して実行、MSConfig、システム構成ユーティリティ、スタートアップで、該当するスタートアップを外す、また該当のレジストリを削除する、レジストリの編集は初心者は危険なため注意を要する。タスクスケジューラーに登録された場合は当該スケジュールを削除する。
最近はウイルス対策ソフトにより駆除できるケースは少ないが、ウイルス対策ソフト側はURLフィルターを充実させる方向であるため、総合セキュリティアプリの使用が望まれる。何よりも以下の事に念頭に置いて自衛することが肝心である。
または、使用しているセキュリティアプリの提供元、あるいはPCショップ等に持ち込む方が安全である。
- 不審なサイトへはアクセスしない
- OSのアップデートの実行、及びセキュリティソフトの定義ファイルを常に最新の定義に更新する
- WebブラウザやOSが表示する注意・警告ダイアログをきちんと確認する

また、「システムの復元」では、より深刻な障害に陥る場合もあり得るため、対処として適切でない場合もある。
システムの復元はあくまでも、システムに関わるファイルを復元ポイントの時点の状態に戻すだけであり、ワンクリックウェアを完全に削除するためのものではない。元々、復元ポイントを作成しないワンクリウェアに対しては、システムの復元は有効とは言えない(MicroSoft 復元を参照)。
なお、セキュリティの脆弱なマイクロソフトIE6が企業内などでいまだに利用されている。
できるだけ早く、マイクロソフトIE11、Edge、Google Chrome、Firefox、Operaなどの最新のブラウザを使用するべきであるが、それらのブラウザを使用することで直接予防になるわけではなく、実際は警告画面、検知機能が強化されているだけである。